# Flávio Campos
Flávio Campos (sinh ngày 29 tháng 8 năm 1965) là một cầu thủ bóng đá người Brasil.

## Sự nghiệp câu lạc bộ
Flávio Campos đã từng chơi cho Gamba Osaka và Kyoto Purple Sanga.

## Thống kê câu lạc bộ

### J.League
| Đội                | Năm       | J.League | J.League | J.League Cup | J.League Cup | Tổng cộng | Tổng cộng |
| Đội                | Năm       | Trận     | Bàn      | Trận         | Bàn          | Trận      | Bàn       |
| ------------------ | --------- | -------- | -------- | ------------ | ------------ | --------- | --------- |
| Gamba Osaka        | 1993      | 23       | 4        | 5            | 1            | 28        | 5         |
| Gamba Osaka        | 1994      | 35       | 5        | 3            | 3            | 38        | 8         |
| Kyoto Purple Sanga | 1996      | 11       | 1        | 0            | 0            | 11        | 1         |
| Tổng cộng          | Tổng cộng | 69       | 10       | 8            | 4            | 77        | 14        |